# Vretendal
Vretendal är en bebyggelse i sydvästra delen av i Haninge kommun på gränsen till Nynäshamns kommun. Vid SCB ortsavgränsning 2020 klassades den som en småort.